# 白賁 (元代)
白賁，字無咎，號素軒，祖籍太原文水（今屬山西），南渡後居錢塘（今浙江杭州），是元散曲史上最早的南籍散曲家之一。

## 生平
南宋遺民詩人白珽之子。延祐年間擔任忻州太守，至治三年（西元1322年）任溫州路平陽州教授，後為南安路總管府經歷。約於天曆年間去世。